# أوريسانجاس
أوريسانجاس (بالبرتغالية: Ouriçangas‏)؛ بلدية في ولاية باهيا في المنطقة الشمالية الشرقية من البرازيل.